# 이언 리처드슨
이언 리처드슨(Ian Richardson, CBE, 1934년 4월 7일~2007년 2월 9일)은 영국의 배우이다.

## 출연 작품
- 비커밍 제인 - 랭로이스 판사 역
- 다크 시티

## 서훈
- 1989년 대영 제국 훈장 3등급(CBE)